# Payday 3
Payday 3 — компьютерная игра в жанре шутера от первого лица, разработанная студией Starbreeze Studios и изданная компанией Deep Silver.

## Сеттинг
Действие игры происходит после концовки Payday 2, где грабители разошлись в разные стороны и оставили свою преступную жизнь, но что-то вновь смотивировало банду продолжать преступную деятельность. Оригинальная команда из Payday: The Heist (Даллас, Чейнс, Вулф и Хокстон) появились в Payday 3, и события игры развиваются в основном в Нью-Йорке. Первая миссия проходит в банке Secure Capital Bank (SCB). Действие Payday 3 происходит в 2020-х годах, чтобы придать актуальности преступлениям банды: в наше время, например, всё активнее используется разведка и наблюдается повышение популярности криптовалюты.

## Разработка
Starbreeze Studios объявил в мае 2016 года, что Payday 3 разрабатывается Overkill Software, после того как Starbreeze приобрела права на интеллектуальную собственность примерно в 30 миллионов долларов США. В марте 2021 года Koch Media обязалась выплатить 50 миллионов евро за помощь в разработке и маркетинге игры, включая более 18 месяцев поддержки после запуска с использованием игр в качестве сервисной модели. Payday 3 разработана с использованием Unreal Engine 4.
1 января 2023 года появилась страница игры в Steam и вышел первый тизер-трейлер. На Xbox Games Showcase был показан геймплейный трейлер, там же была объявлена дата выпуска — 21 сентября 2023 года.

## Отзывы критиков
| Сводный рейтинг       | Сводный рейтинг                        |
| Агрегатор             | Оценка                                 |
| --------------------- | -------------------------------------- |
| Metacritic            | (PC) 67/100 (PS5) 60/100 (XBXS) 65/100 |
| OpenCritic            | 64/100                                 |
| Иноязычные издания    |                                        |
| Издание               | Оценка                                 |
| Eurogamer             | [ 12 ]                                 |
| Game Informer         | 8/10                                   |
| GameSpot              | 6/10                                   |
| GamesRadar+           | [ 15 ]                                 |
| GameStar              | 73/100                                 |
| Hardcore Gamer        | 3,5/5                                  |
| IGN                   | 7/10                                   |
| Jeuxvideo.com         | 17/20                                  |
| NME                   | [ 20 ]                                 |
| PCGamesN              | 8/10                                   |
| PC Gamer (US)         | 67/100                                 |
| Push Square           | [ 23 ]                                 |
| Русскоязычные издания |                                        |
| Издание               | Оценка                                 |
| StopGame.ru           | «Похвально»                            |
| «Канобу»              | 7/10                                   |

По данным агрегатора рецензий Metacritic Payday 3 получила «смешанные или средние» отзывы критиков.